# Lista de membros da Royal Society eleitos em 1691
Esta é uma lista de Membros da Royal Society eleitos em 1691.

## Fellows
- Thomas Day (1656 -1696)
- Louis Paule (1691 -1702)
- Sir Godfrey Copley (1653 -1709)
- Alexander Torriano (1667 -1717)
- Luigi Ferdinando Marsigli (1658 -1730)